# Fayazi
Fayazi (em persa: فياضي, também romanizada como Fayāzī, Fayyāzī e Fayyāẕī; também conhecida como Faiyeh) é uma aldeia do distrito rural de Bahmanshir-e Shomali, no condado de Abadan, na província de Khuzistão, Irã.
Segundo o censo de 2006, sua população era de 1 893 habitantes, em 305 famílias.